# جي غريشام ماتشن
كان جي غريشام ماتشن (1881 - 1937) أحد علماء ومعلمي العهد الجديد المشيخيين في القرن العشرين. وكان أستاذ العهد الجديد في كلية برينستون اللاهوتية بين عامي 1906 و1929، وقاد تمردًا ضد اللاهوت الحداثي في برينستون وأنشأ كلية ويستمينستر اللاهوتية كبديل أكثر أرثوذوكسية. مع مواصلة الكنيسة المشيخية الشمالية رفض المحاولات المحافظة في فرض الطاعة لطائفة ويستمينستر، قاد ماتشن مجموعة صغيرة من المحافظين انشقت عن الكنيسة لتشكل الكنيسة المشيخية الأرثوذوكسية. وحين رفضت الكنيسة المشيخية الشمالية محاججاته خلال أواسط العشرينيات من القرن العشرين وقررت إعادة تنظيم كلية برينستون اللاهوتية لإنشاء مدرسة لاهوتية، تولى ماتشن قيادة تأسيس كلية ويستمينستر اللاهوتية في فيلادلفيا (1929) حيث درّس العهد الجديد حتى وفاته. وأفضت معارضته المستمرة لليبرالية في الثلاثينيات من القرن العشرين في هيئة المهمات الأجنبية لطائفته إلى إقامة منظمة جديدة، الهيئة المستقلة للمهمات الخارجية للمشيخية (1933). وفرت المحاكمة والإدانة والإيقاف من قبل كهنوت أعضاء الإدارة المستقلين، من بينهم ماتشن، في عامي 1935 و1936 السبب الجوهري لتشكيل الكنيسة المشيخية الأرثوذوكسية.
يعتبر ماتشن آخر لاهوتيي برينستون الكبار الذين طوروا، منذ تشكل كلية اللاهوت في أوائل القرن التاسع عشر، لاهوت برينستون: الذي كان صيغة كالفينية محافظة للمسيحية الإنجيلية. على الرغم من إمكانية مقارنته بكبار اللاهوتيين في برينستون (أرشيبالد أليكساندر وتشارلز هودج وأرشيبالد أليكساندر هودج وبنجامين بريكينريدج وورفيلد)، لم يكن ماتشن محاضرًا في اللاهوت (إذ إنه كان عالمًا في العهد الجديد) ولم يصبح في أي يوم رئيسًا لكلية اللاهوت.
ما يزال أثر ماتشن حاضرًا حتى اليوم عن طريق وجود المؤسسات التي أسسها: كلية ويستمينستر اللاهوتية والهيئة المستقلة للمهمات الأجنبية للمشيخة والكنيسة المشيخية الأرثوذوكسية. إضافة إلى ذلك، ما يزال منهاجه في اليونانية العامة المختلطة مستخدمًا اليوم في عدة كليات لاهوتية، بما في ذلك مدارس الكنيسة المشيخية الشمالية.

## نشأته
ولد ماتشن في بالتيمور، ميريلاند، في 28 من شهر يوليو من عام 1881، لآرثر ويبستر ماتشن وماري جونز غريشام. كان آرثر، وهو محام في بالتيمور، يبلغ من العمر 45 عامًا وكانت ماري في عمر ال 24 حين تزوجا. وفي حين كان آرثر أنجليكيًا، كانت ماري مشيخية، وعلمت ابنها تعاليم كنيسة ويستمينستر منذ صغره. وانضمت العائلة إلى كنيسة فرانكلين ستريت المشيخية.
التحق ماتشن بكلية خاصة وتلقى تعليمًا كلاسيكيًا اشتمل على اللغتين اللاتينية واليونانية. وتعلم أيضًا العزف على البيانو.

## بداية سنوات الرشد
في عام 1898، بدأ ماتشن الذي كان يبلغ من العمر 17 عامًا الدراسة في جامعة جون هوبكنز لنيل شهادة جامعية، وكان أداؤه جيدًا بما يكفي لينال منحة. اختص ماتشن في الكلاسيكيات وكان عضوًا في أخوية فاي كابا بسي. كان ماتشن عالمًا لامعًا وانتخب في عام 1901 ليكون عضوًا في تجمع فاي بيتا كابا بعد تخرجه.
على الرغم من تردده حيال مستقبله، اختار ماتشن في عام 1902 دراسة اللاهوت في كلية برينستون اللاهوتية، في حين درس في الوقت نفسه لنيل ماجستير في الآداب في الفلسفة في جامعة برينستون.
وسعى أيضًا لدراسات لاهوتية في ألمانيا لمدة عام سنة 1905. في رسالة لوالده، اعترف ماتشن بأنه يشعر بارتباك حول إيمانه نظرًا إلى تدريس الليبرالية من قبل الأستاذ فيلهيلم هيرمان. وعلى الرغم من أنه كان يكن احترامًا كبيرًا لهيرمان، أسفر الوقت الذي أمضاه في ألمانيا وصلته باللاهوتيين الحداثيين عن رفضه للحركة وتبني اللاهوت الإصلاحي المحافظ على نحو أكثر رسوخًا من السابق.

## فترة ما قبل الحرب
في عام 1906، انضم ماتشن إلى كلية برينستون للاهوت كمدرس للعهد الجديد، بعد تلقيه ضمانة أنه لن يرغَم على توقيع بيان إيمان. كان من بين ملهميه في برينستون فرانسيس لاندي باتون، الذي كان المدعي العام في محاكمة للهرطقة في القرن التاسع عشر، وبنجامين بريكينريدج وورفيلد، الذي وصفه بأنه أعظم رجل التقاه على الإطلاق. أصر وورفيلد أن المذهب الصحيح كان أولى الوسائل التي أثرت المسيحية من خلالها في الثقافة المحيطة. وشدد على المكانة العليا للكتاب المقدس والدفاع عن الفوق طبيعي. يبدو أن ماتشن لم يتمكن من حل مشكلة أزمة الإيمان التي كان يعاني منها سوى مع تأثره بهما. في عام 1914 عين ماتشن شماسًا وأصبح في السنة التالية أستاذًا مساعدًا لدراسات العهد الجديد.
لم يؤدي ماتشن الخدمة «التقليدية» خلال الحرب العالمية الأولى، غير أنه ذهب عوضًا عن ذلك إلى فرنسا رفقة جمعية الشبان المسيحيين للقيام بعمل تطوعي على الجبهة وبالقرب منها، وهي مهمة واصل توليها لفترة من الوقت بعد الحرب. على الرغم من أنه لم يكن مقاتلًا، شهد ماتشن أضرار الحرب الحديثة. ونظرًا إلى ارتيابه من مشروع صديق عائلته وودوورد ويسلون لنشر الديمقراطية والإمبريالية، عارض ماتشن الحرب بقوة، وعند عودته إلى الولايات المتحدة الأمريكية، رأى أن العديد من بنود «معاهدة فيرساي كان تشكل هجومًا على السلم الدولي والسلام بين الأعراق ... وأن الحروب ستندلع واحدة تلو الأخرى في تتابع مضن».

## فترة ما بعد الحرب

### برينستون 1918 – 1926
بعد العودة إلى أوروبا، واصل ماتشن عمله كمدرس للعهد الجديد في كلية برينستون. خلال هذه الفترة نال ماتشن سمعة بأنه أحد المدرسين الحقيقيين القلائل الذي كانوا قادرين على المجادلة ضد الانتشار المتنامي للاهوت الحديث وأن يحافظ في الوقت نفسه على موقف إنجيلي. ربما يكون كتاب جذور دين بولس (1921) أشهر أعمال ماتشن البحثية. كان هذا الكتاب محاولة ناجحة في انتقاد الإيمان الحديث بأن دين بولس كان يستند بشكل رئيسي إلى الفلسفة اليونانية وكان مختلفًا بالكامل عن دين المسيح. وكان كتاب المسيحية والليبرالية (1923) كتابًا آخر من بين كتب ماتشن التي انتقدت الحداثة اللاهوتية. قارن الكتاب البروتستانتية المحافظة مع الشعبية المتنامية للاهوت الحداثي (أو «الليبرالي»). وتوصل إلى أن «الليبرالية هي الخصم الرئيسي الحديث للمسيحية». في كتاب ما هو الإيمان؟ (1925) حدد ماتشن لنفسه مهمة ترسيخ الإيمان في الحقيقة التاريخية لكفارة المسيح. فقد وجد اللاهوت الليبرالي معاديًا للفكر بقدر ما كان يضفي طابعًا روحيًا على المسيحية وتعامل معه على أنه مجرد تعبير عن خبرة ذاتية مفرغًا الإنجيل والمذاهب بذلك من أي معنى نهائي. وضعت هذه الأعمال، إلى جانب عدد من الأعمال الأخرى، ماتشن بقوة ضمن أحد المعسكرات اللاهوتية ضمن الكنيسة المشيخية. انقسمت أعماله خلال العشرينيات من القرن العشرين بين فترته في برينستون وعمله السياسي مع المشيخية الإنجيلية. وعلى الرغم من قناعاته اللاهوتية المحافظة، لم يكن بوسع ماتشن قط أن يتبنى بشكل كامل الأصولية الشعبية أيضًا. واستند رفضه القبول بالقبألفية وبجوانب أخرى من الإيمان الأصولي على قناعته بأن اللاهوت الكالفيني كان أكثر أشكال الإيمان المسيحي إنجيلية، وهو لاهوت كان ينقص الأصولية في تلك الفترة إجمالًا. علاوة على ذلك، كانت أعمال ماتشن البحثية وقدرته على الالتزام باللاهوت الحداثي تتعارض مع موقفه الأصولي المعادي للفكر.

### جدل
في عامي 1924 و1925، تدهورت العلاقات ضمن كلية برينستون حين طرحت المشيخية تساؤلات حول إذا ما كان هناك حزبان مختلفان ضمن الكلية. وردًا على ذلك علق ماتشن بأن الخلافات بينه وبين تشارلز إيردمان كان ترتبط بالأهمية التي أعزياها إلى المذهب. وأشار إلى أن إيردمان كان متسامحًا حيال أولئك الذين كانوا على ضلالة مذهبية. كتب إيردمان سرًا «أنه (دوايت إل مودي) كان يعلم أن المولعين بالجدل لا يظفرون عادة بأتباع للمسيح».

### كلية ويستمينستر اللاهوتية
في عام 1929 صوتت الجمعية العامة في صالح إعادة تنظيم كلية برينستون اللاهوتية وعينت اثنين من الموقعين على وثيقة أوبورن كأوصياء. كانت وثيقة أوبورن ردًا من قبل الليبراليين داخل الكنيسة المشيخية الشمالية أدان رد الجمعية العامة على الجدل الذي أحدثته خطبة هاري إيمرسون فوسديك في شهر مايو من عام 1922 «هل سينتصر الأصوليون؟». انسحب ماتشن وبعض زملائه وأسسوا كلية ويستمينستر اللاهوتية للاستمرار مع اللاهوت الأرثوذوكسي الذي خضع لإصلاح.

### الكنيسة المشيخية الأرثوذوكسية
في عام 1933، مع قلقه من تسامح المشيخية مع الليبرالية حيال المهمات الميدانية، شكل ماتشن المجلس المستقل للمهمات الخارجية للمشيخية. وأعادت الجمعية العامة المشيخية التالية التأكيد على أن المجلس المستقل كان غير دستوري ووجهت لرجال الدين المرتبطين به إنذارًا نهائيًا لإنهاء الروابط في ما بينهم. وتعرض ماتشن وسبع رجال دين آخرين لإيقاف من الكهنوت المشيخي حين رفضوا ذلك.

## روابط خارجية
- جي غريشام ماتشن على موقع المكتبة المفتوحة (الإنجليزية)